# Kasimir 2. af Polen
Kasimir 2. den retfærdige (polsk: Kazimierz Sprawiedliwy), født 1138, død 1194, var en polsk storhertug, Boleslav 3.s femte søn.
Da faren ved sin død, 1139, delte riget mellem sine fire ældre sønner, under den ældste, storhertugen af Krakóws, seniorat, blev Kasimir forbigået, men skaffede senere Sandomierz (1163).
Efter Mieszko 3. af Polen fordrivelse vandt han 1177 Kraków og rigssenioratet. Kasimir vandt sejre over russere og ungarer samt gjorde 1192 et fremgangsrigt togt mod Jotvingerne omkring mellerste Vestlige Bug.